# Środa Śląska
Środa Śląska (Duits: Neumarkt in Schlesien) is een stad in het Poolse woiwodschap Neder-Silezië, gelegen in de powiat Średzki. De oppervlakte bedraagt 14,92 km², het inwonertal 8765 (2005).

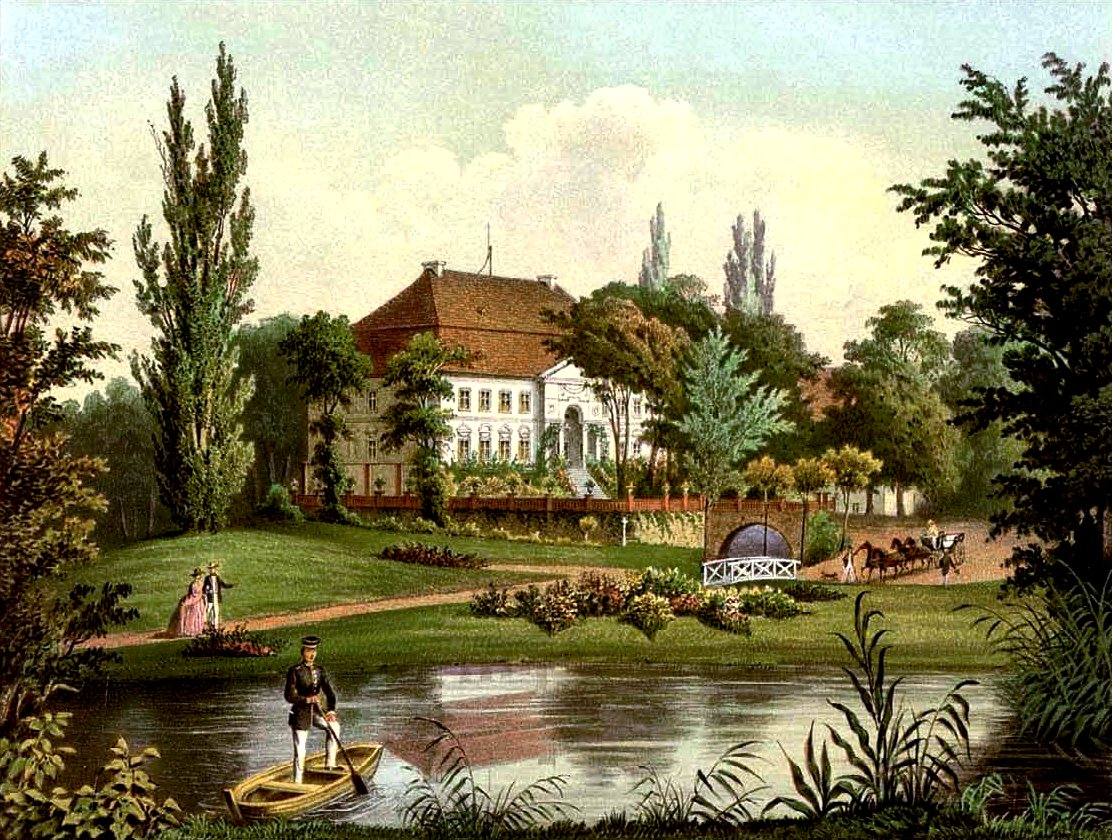
Palace Zieserwitz around 1860, Edition by Alexander Duncker

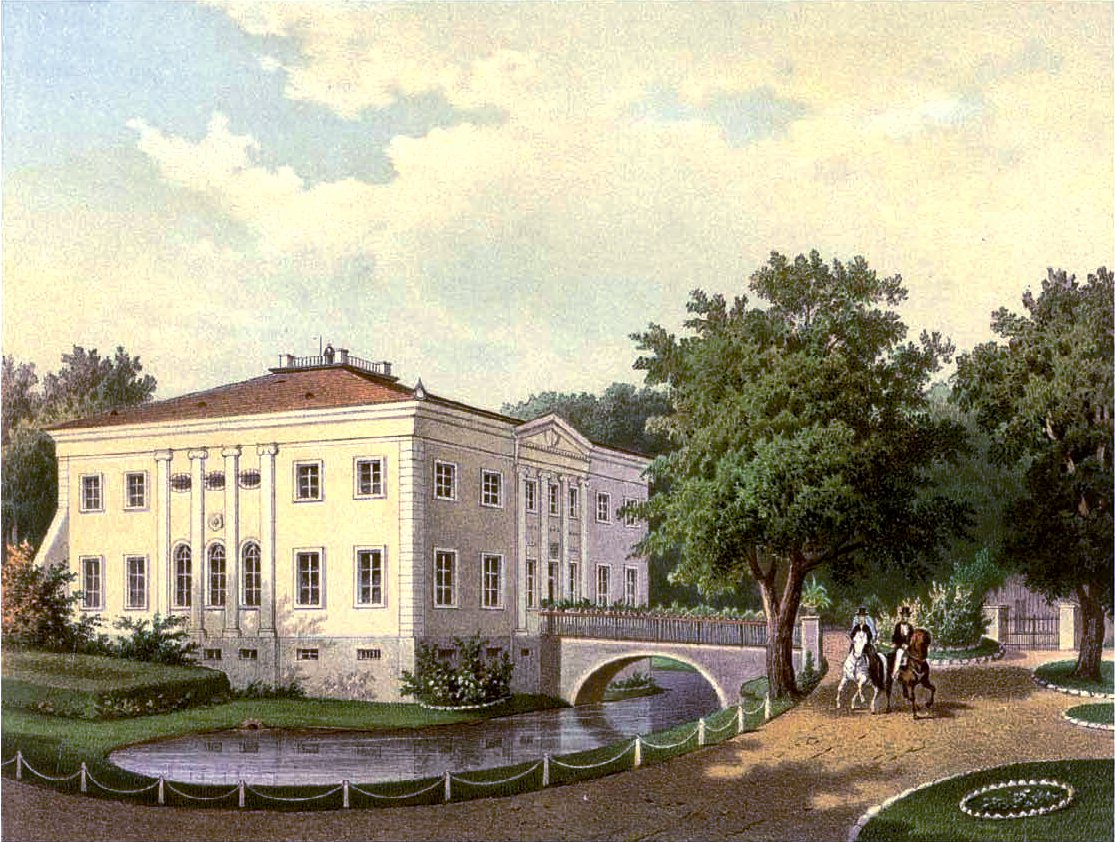
Palace Rackschütz around 1860, Edition by Alexander Duncker

## Verkeer en vervoer
- Station Środa Śląska